# Birthana pulchella
Birthana pulchella is een vlinder uit de familie van de Immidae. De wetenschappelijke naam van de soort is voor het eerst geldig gepubliceerd in 1910 door Schulze.